# Lars Craps
Lars Craps, né le 17 octobre 2001 à Louvain, est un coureur cycliste belge.

## Biographie
Lars Craps est originaire de Louvain. Durant sa carrière amateur, il suit des études d'économie à la KU Leuven. Son petit frère Stan est lui aussi coureur cycliste,. 
Chez les juniors, il évolue sous les couleurs d'Olympia Tienen. Il intègre ensuite le club Urbano en 2020. Bon grimpeur, il se classe notamment troisième de l'Arden Challenge en 2021, derrière deux coureurs de Lotto-Soudal U23. Il finit par ailleurs douzième de Liège-Bastogne-Liège espoirs en 2022. 
En 2023, il intègre la réserve de la formation Soudal Quick-Step. Fin juillet, il finit huitième du Tour Alsace. Il brille également sur le Tour de l'Avenir en terminant sixième d'une étape à Évaux-les-Bains, puis huitième de la dernière étape de montagne à Sainte-Foy-Tarentaise. La même année, il devient champion de Belgique du contre-la-montre par équipes, avec plusieurs coéquipiers. 
Non retenu par Soudal-Quick Step, Lars Craps passe toutefois professionnel en 2024 au sein de la structure Flanders-Baloise, qui l'engage pour une durée de deux ans. Il reprend la compétition dès le mois de janvier sur le Challenge de Majorque. En février, il découvre le niveau World Tour en participant au Circuit Het Nieuwsblad. Il se classe également 53e et meilleur coureur de son équipe sur le Tour des Flandres, à la fin du mois de mars.

## Palmarès et résultats

### Palmarès par année
- 2017
  - Champion du Brabant flamand du contre-la-montre par équipes débutants
- 2021
  - 2ea étape du Tour de Moselle (contre-la-montre par équipes)
  - 3e de l'Arden Challenge
- 2022
  - 2e du championnat du Brabant flamand sur route espoirs
- 2023
  -  Champion de Belgique du contre-la-montre par équipes
  - 3e du Grand Prix Jules Van Hevel

### Classements mondiaux
| Année                                 | 2023  | 2024 |
| ------------------------------------- | ----- | ---- |
| Classement mondial                    | 2443e | 691e |
| UCI Europe Tour                       | 1454e | nc   |
|                                       |       |      |
| Légende : nc = non classéSource : UCI |       |      |